# Calvatia sculpta
Calvatia sculpta, comúnmente conocido como bejín esculpido, bejín escultural, bejín piramidal, y bejín sierra, es una especie de hongo que pertenece a la familia Agaricaceae. Sus dimensiones alcanzan de 8 a 15 cm (3,1 a 5,9 pulgadas) de alto por 8 a 10 cm (3,1 a 3,9 pulgadas), el bejín—en forma de huevo o pera—es fácilmente reconocible debido a la gran forma piramidal o verrugas poligonales que cubre su superficie. El hongo es comestible cuando esta en estado joven, antes de que las esporas en el interior del cuerpo fructífero se desintegre en un polvo de color marrón. Las esporas son más o menos esféricas, y salientes semejantes a verrugas en su exterior.
Se le describió originalmente en la cordillera de Sierra Nevada en California, C. sculpta se encuentra en áreas montañosas del oeste de América del Norte, y también se le encontró en una duna de Brasil en 2008. Puede ser fácilmente confundida con la especie Calbovista subsculpta, un bejín similar—Además de las diferencias observables solamente con microscopía—pero más grande, y tiene verrugas con una textura similar al fieltro ligeramente elevado. Otras especies similares incluyen Calvatia arctica y especímenes inmaduros de Amanita magniverrucata.

## Taxonomía y la nomenclatura
La especie fue descrita por primera vez en 1885 por el micólogo estadounidense Harvey Willson Harkness, bajo el nombre Lycoperdon sculptum. Harkness, quien lo llamó "una curiosa especie y de extraordinaria belleza", encontró éstos cuerpos fructíferos crecen en las elevaciones entre 1.800 y 2.400 metros (5.900 y 7.900 pies) de la cordillera de Sierra Nevada. Aunque señaló que "en apariencia se diferencia mucho de cualquier especie conocida para nosotros, como para ser casi considerados dignos de su rango genérico", él pensaba que la colocación en el género Lycoperdon fue la clasificación más apropiada, a pesar de su inusual corteza.
Las colecciones de Harkness fueron destruidas en los incendios que siguieron al terremoto de San Francisco de 1906. En 1904, Curtis Gates Lloyd considerada la especie mejor colocada en el género Calvatia, debido a la semejanza de sus hilos capilicios de colores intensos (células con paredes áspera y gruesas que se encuentran en la gleba) con los de la especie Calvatia caelata; que él llamaba Calvatia sculpta. El hongo es conocido por varios nombres comunes, como "bejín esculpido", "bejín escultural", "bejín piramidal" y "bejín sierra".
En 1992, el micólogo alemán Hanns Kreisel, en su estudio del género Calvatia, define la sección Sculptra para contener C. sculpta y C. subcretacea. Dos años más tarde, fusionó Cretacea dentro de Sculpta cuando se demostró que C. subcretacea era sinónimo de la especie ártica-alpina C. arctica.

## Descripción

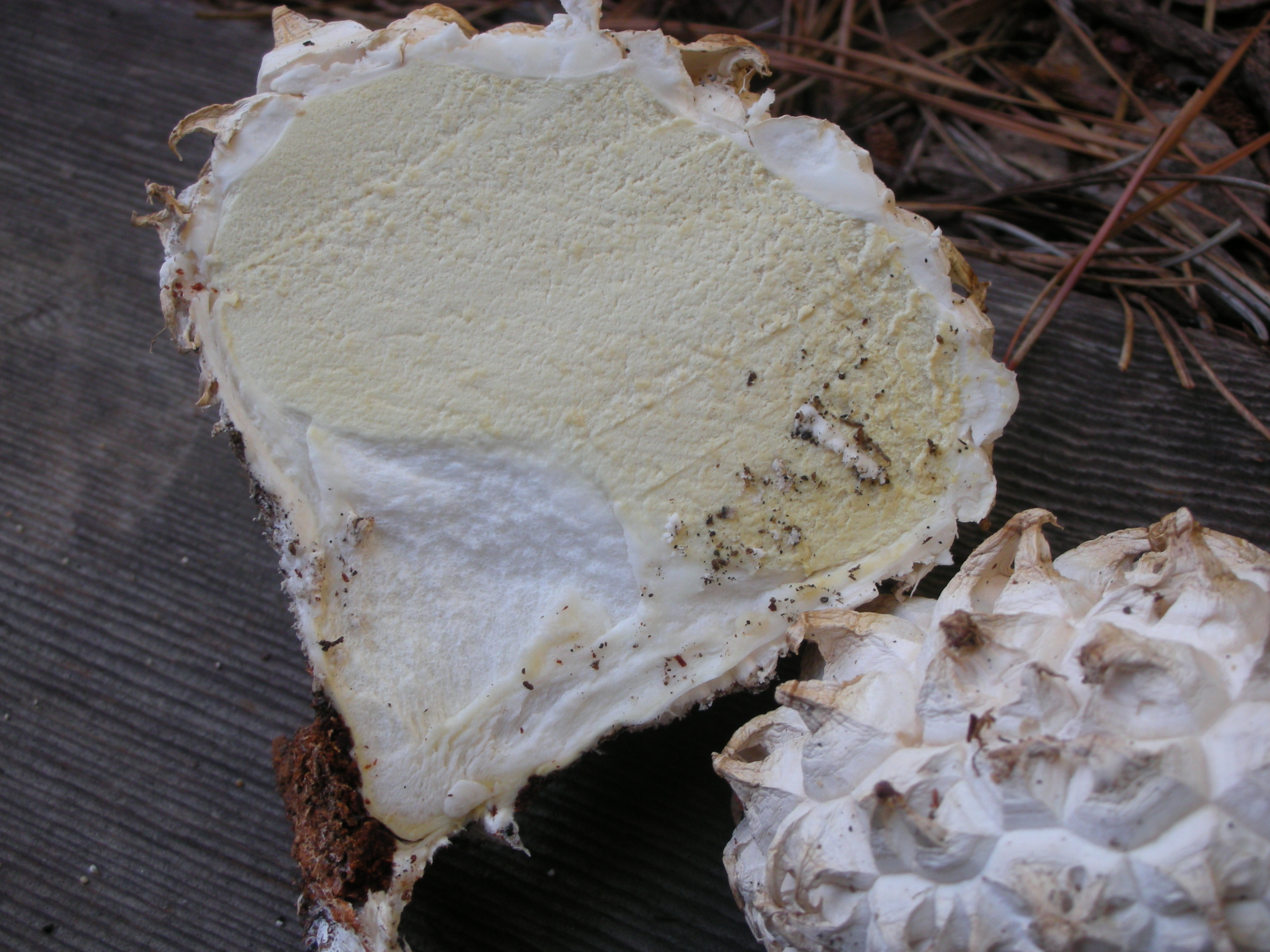
La Gleba en los organismos frutales jóvenes es firme y de color blanco amarillento.

El bejín—en forma de huevo o pera—es de color blanco tienen un tamaño de 8 a 15 cm de alto por 8 a 10 cm de ancho. La capa externa del tejido, conocido como el exoperidio, está cubierta en la superficie exterior con verrugas puntiagudas con forma piramidal largos y distintivos, ya sea erguido o inclinado sobre y, a veces conectados a la punta con otras verrugas. Las verrugas tienen líneas horizontales paralelas hacia la base. El micólogo David Arora opinó que C. sculpta se asemejan a "un cruce entre un domo geodésico y una gota gigante de merengue". En edad el Peridio se sacude y expone una masa de esporas de color marrón. El interior del bejín, la gleba, es firme y de color blanco amarillento cuando es joven, pero poco a poco llega a estar polvoriento y toma un color oliva-marrón intenso a medida que madura.
Las esporas son más o menos esférico, de pared delgada, entre 3 a 6 micras de diámetro (aunque algunos especímenes recolectados se encuentren de 7,2 a 9,5 micras), y están cubiertos de espinas diminutas o verrugas. El uso de microscopía electrónica de barrido ha revelado que estas ornamentaciones en las esporas son típicamente de 0,95 micras de largo. La ultraestructura de las esporas se distingue entre las especies de Calvatia, y se ha utilizado para ayudar a verificar agrupaciones taxonómicas y confirmar el estado de las especies dentro del género.
El capilicio (áspero, hifas de paredes gruesas en la gleba) está septado, con ramas que son más estrechas hacia las puntas; de 3-8 micras de diámetro. Cuando se cultiva en un cultivo puro en el laboratorio, C. sculpta es bajo ciertas condiciones, capaz de hacer crecer estructuras llamados "hilos miceliales". Estos son agregados lineales de hifas por donde las "líderes" más viejas se acercan por capas rizadas de las nuevas en el "zarcillo". 
Los hilos miceliales proporcionan un conducto para transportar agua y nutrientes a través del material no nutritivo, lo que permite al hongo alcanzar nuevas fuentes de alimento. También están implicados en la formación de cuerpos fructíferos y esclerocios. El micelio de la especie C. sculpta puede ser inducida para formar los hilos miceliales cuando hay una barrera física permeable entre el mismo y el sustrato de agar. Las amplias hifas en el centro de los hilos de micelio contiene estructuras de proteínas de alta densidad en sus paredes celulares que su superficie tiene forma de un toro. Su función es desconocida.
Calvatia sculpta produce materia extracelular (secretado fuera de la célula), enzimas de Hidrolasa conocidas como esterasas y lipasas. Estas clases de enzimas son de interés en biotecnología debido a su uso en procesos industriales.

### Comestibilidad
El hongo Calvatia sculpta es comestible, y por "elección" de algunos autores. El sabor es descrito como "leve" y la carne no tiene olor distinguible. Arora recomienda comer el bejín sólo cuando es firme y blanco por dentro, como los especímenes viejos pueden tener un sabor desagradable similar al yodo. Se puede conservar congelando las rebanadas frescas o parcialmente cocidas, pero su sabor y textura se deteriorará a menos que sean cocinados inmediatamente después de la descongelación. Las técnicas de cocción recomendadas para las rebanadas del bejín incluyen Salteado y revestimiento de rebozado antes de freír.
C. sculpta fue utilizado como un alimento tradicional de la tribu de miwok de la sierra quienes lo llamaron hongo potokele o patapsi. Los bejines se prepararon mediante el secado en el sol, molerlos con un mortero, y hervirlos antes de comer con la sopa de bellotas.

### Especies similares
El bejín gigante occidental, Calvatia booniana, es mucho mayor que C. sculpta—de hasta 60 cm (24 pulgadas) de diámetro y 30 cm (12 pulgadas) de altura—y tiene una superficie más lisa. Los especímenes maduros de Calvatia arctica (es sinónimo de Calvatia cretacea, Gastropila subcretacea, y Handkea subcretacea).
 Pueden parecerse a los especímenes inmaduros de C. sculpta. Se distingue de C. sculptra por su pared peridial dura, gruesa, y sus escalas se inclinan con gris-marrón
 Calbovista subsculpta es similar en apariencia, pero tiene verrugas piramidales más aplanadas y menos prominentes. Microscópicamente, sus capilicios son de pared delgada y con frecuencia irregular y ramificado, en contraste con el Capilicio de paredes gruesas infrecuente ramificado de C. sculpta. Amanita magniverrucata es "posiblemente tóxico", en su etapa embrionaria, tiene una semejanza superficial ya que también tiene verrugas piramidales. Sin embargo, crece a diferentes alturas y distintas estaciones que C. sculpta. Además, cortando el cuerpo fructífero de A. magniverrucat por la mitad revelará las estructuras internas del píleo, las láminas y el estipe no están presentes en los bejines.

## Hábitat y distribución
El bejín esculpido crece forma solitaria o en pequeños grupos en los bosques. Por lo general se asocia con bosques de coníferas en las altas elevaciones arriba de 750 metros (2.500 pies), en las montañas occidentales, como la Sierra Nevada y la Cordillera de las Cascadas. Se encuentra en los estados de California, Oregón, Washington y Idaho de Estados Unidos. Es una especie poco común, fructifica durante la primavera, verano y otoño durante el clima húmedo.
Es mayormente conocida en el oeste de Norteamérica, la especie se reportó que crecen en suelo arenoso del Parque Estadual Dunas de Natal, Rio Grande del Norte, noreste de Brasil en 2008. El cuerpo fructífero fueron asociados con las raíces de las especies de árboles natal Eugenia brasiliensis. Se han propuesto varias hipótesis para explicar esta distribución discontinua: la especie pueden haber estado presentes antes de que el continente se separara; o puede haber sido introducido a Brasil por la actividad humana, y posteriormente se adaptó al entorno; o las poblaciones de América del Norte y Sur pueden representar una especie críptica compleja de aspecto morfológicamente similar pero genéticamente distintas. La especie brasileña no se ha comparado genéticamente con los especímenes de América del Norte.